# (1002) Olbersia
(1002) Olbersia es un asteroide perteneciente al cinturón de asteroides descubierto el 15 de agosto de 1923 por Vladímir Aleksándrovich Albitski desde el observatorio de Simeiz en Crimea.
Está nombrado en honor de Heinrich Olbers, médico y astrónomo alemán de los siglos XVIII y XIX.